# Gruppo B

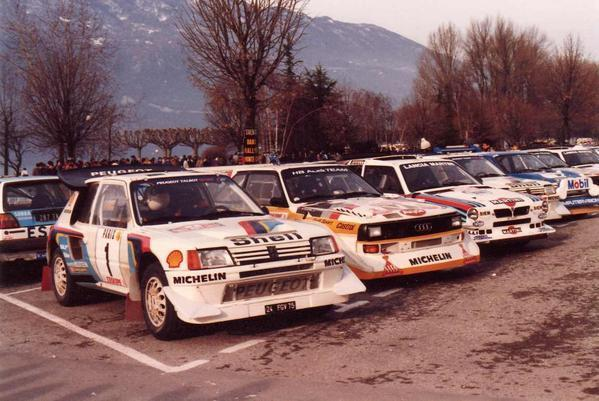
Alcune automobili del Gruppo B al Rally di Monte Carlo del 1986.

Nell'ambito degli sport automobilistici gestiti dalla FIA, il Gruppo B è stata una categoria di autovetture da corsa, il cui regolamento tecnico venne istituito per disciplinare competizioni in circuito e nei rally. Tali norme, nel mondo dei rally, hanno permesso di concepire automobili estremamente performanti e un rapido sviluppo le ha rese le più potenti e più specializzate mai costruite; si raggiunsero potenze nell'ordine dei 600 CV che muovevano masse di circa 900 kg. Tale combinazione garantiva alle vetture accelerazioni sullo 0/100 km/h nell'ordine dei 2,5/2,7 secondi e velocità di punta sulle prove speciali di oltre 200 km/h. Nel Gruppo B si verificarono numerosi incidenti, dovuti principalmente all'estrema potenza delle vetture e a telai e gomme che per l'epoca non erano in grado di garantire una sufficiente stabilità, con vittime sia tra il pubblico, sia tra i piloti. Nel 1986, dopo la morte del pilota Henri Toivonen e il suo copilota Sergio Cresto nel Tour de Corse, a bordo di una Lancia Delta S4, la FIA decise di sopprimere questa categoria dopo appena quattro stagioni effettive.

## Storia

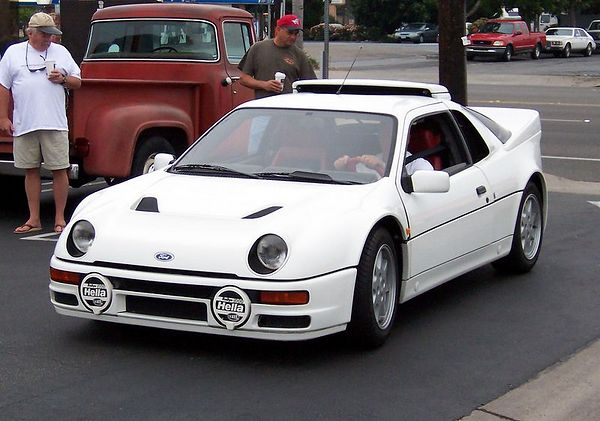
Una Ford RS200 in versione stradale

Fino alla fine degli anni settanta le autovetture impegnate nelle categorie maggiori del campionato del mondo di Rally, ossia Gruppo 2 e Gruppo 4, dovevano essere prodotte in almeno 400 esemplari stradali, e per questa ragione venivano utilizzati modelli già in produzione, come ad esempio Lancia Stratos, Fiat 124 Abarth o Fiat 131. Queste vetture erano perlopiù a trazione posteriore e ciò ne pregiudicava la capacità di scaricare a terra la potenza, che i team contenevano nell'ordine dei 200/280 cavalli, e soprattutto la tenuta in curva.
Per ovviare a questo limite tecnico la FISA (Fédération Internationale du Sport Automobile) autorizzò a partire dal 1979 l'uso nei rally di vetture a quattro ruote motrici, convinta che i benefici dovuti alla maggiore trazione sarebbero stati annullati dal maggior peso e complessità della trazione integrale.
Il "Gruppo B" venne introdotto dalla FIA nel 1982 in sostituzione sia del Gruppo 4 (Gran Turismo modificate) sia del Gruppo 5 (Gran Turismo prototipo).
Mentre il Gruppo A, che comprendeva veicoli derivati dalla produzione di serie (almeno 5 000 unità all'anno) e limitati per quanto riguarda potenza, peso, tecnologie e costo in generale, venne introdotto con lo scopo di facilitare l'ingresso nelle competizioni dei piloti privati, al contrario il Gruppo B ebbe poche limitazioni: per ottenere l'omologazione erano necessarie infatti solamente 400 autovetture del modello di base, ed era inoltre richiesta la produzione di soli ulteriori 20 esemplari per ogni "evoluzione" dell'auto. Di norma i costruttori derivavano le vetture da gara da queste ultime; tecnologia, peso contenuto e potenza libera non potevano che portare a grandi prestazioni. La categoria era studiata su misura per i grandi costruttori di automobili, senza doversi sobbarcare oneri di industrializzazione e produzione in grande serie, avevano a disposizione una categoria per sperimentare liberamente nuovi ritrovati tecnici e per competere per la vittoria assoluta.
Per quanto riguarda il mondo delle competizioni su pista e le gare di tipo endurance, la regolamentazione di Gruppo B non ha riscosso molto interesse, probabilmente offuscata dal grande successo del Gruppo C e dalla mancanza di un campionato esclusivo di rilevanza nel quale gareggiare; tuttavia vetture come Porsche 959 e Ferrari 288 GTO hanno rappresentato la massima espressione su pista di questa categoria.
Il Gruppo B inizialmente era una formula ben riuscita, molti costruttori aderirono al campionato del mondo rally e folle di spettatori sempre più consistenti seguivano le gare. Ma sia i costi sia le prestazioni delle vetture aumentarono rapidamente, anche con tragici epiloghi. Di conseguenza il Gruppo B è stato abolito alla fine del 1986; dal 1987 il Gruppo A è divenuto la massima espressione nei campionati rally fino all'arrivo nel 1997 delle World Rally Car e delle regole che le disciplinano.
Nel 1987 venne permessa la partecipazione ad alcune gare del mondiale ed europeo, solo ad alcune vetture di minore potenza, come la Citroën Visa Milles Pistes, ma fuori dalle classifiche dei campionati.
Dopo l'abolizione nei rally, la regolamentazione di Gruppo B ha trovato un posto adatto nel campionato europeo di rallycross, con automobili come MG Metro 6R4 e Ford RS200, fino al 1992. Altre case come Audi e Peugeot hanno trovato uno sbocco nella Pikes Peak International Hillclimb con versioni ancora più performanti dell'Audi Quattro e della 205 T16; quest'ultima è stata impiegata anche nei rally raid e in particolare nella Parigi-Dakar.
Nei quattro anni di esistenza delle vetture Gruppo B, dal 1983 al 1986, nel mondiale rally furono ottenuti 48 successi nelle 48 gare disputate.

## Albo d'oro del campionato del mondo rally

### Piloti
| Anno | Campione       | Scuderia                 | Punti | 2º classificato | Scuderia       | Punti | 3º classificato | Scuderia       | Punti |
| ---- | -------------- | ------------------------ | ----- | --------------- | -------------- | ----- | --------------- | -------------- | ----- |
| 1982 | Walter Röhrl   | Rothmans Opel Rally Team | 109   | Michèle Mouton  | Audi Sport     | 97    | Hannu Mikkola   | Audi Sport     | 70    |
| 1983 | Hannu Mikkola  | Audi Sport               | 125   | Walter Röhrl    | Lancia Martini | 102   | Markku Alén     | Lancia Martini | 100   |
| 1984 | Stig Blomqvist | Audi Sport               | 125   | Hannu Mikkola   | Audi Sport     | 104   | Markku Alén     | Lancia Martini | 60    |
| 1985 | Timo Salonen   | Peugeot Sport            | 127   | Stig Blomqvist  | Audi Sport     | 75    | Walter Röhrl    | Audi Sport     | 59    |
| 1986 | Juha Kankkunen | Peugeot Sport            | 118   | Markku Alén     | Lancia Martini | 104   | Timo Salonen    | Peugeot Sport  | 63    |

### Scuderie
| 1982          | 1982          | 1983          | 1983          | 1984          | 1984          | 1985            | 1985          | 1986            | 1986          |
| Vincitrice    | 2^            | Vincitrice    | 2^            | Vincitrice    | 2^            | Vincitrice      | 2^            | Vincitrice      | 2^            |
| ------------- | ------------- | ------------- | ------------- | ------------- | ------------- | --------------- | ------------- | --------------- | ------------- |
| Audi Germania | Opel Germania | Lancia Italia | Audi Germania | Audi Germania | Lancia Italia | Peugeot Francia | Audi Germania | Peugeot Francia | Lancia Italia |

## Classi di categoria
In base alla cilindrata e al tipo di alimentazione scelta per il motore, le vetture venivano raggruppate in più classi, le quali differivano per il peso minimo regolamentare e per il diametro delle ruote via via crescente.
Per la equiparazione dei motori sovralimentati rispetto a quelli aspirati si applicava un coefficiente di moltiplicazione di 1,4.
| Cilindrata motore aspirato | Cilindrata motore sovralimentato | Peso    | Diametro delle ruote | Auto |
| -------------------------- | -------------------------------- | ------- | -------------------- | --- |
| 1.000 cm³                  | 714 cm³                          | 580 kg  | 16"                  | |
| 1.300 cm³                  | 928 cm³                          | 675 kg  | 17"                  | |
| 1.600 cm³                  | 1.142 cm³                        | 750 kg  | 18"                  | |
| 2.000 cm³                  | 1.428 cm³                        | 820 kg  | 20"                  | Citroën Visa, Renault 5 Turbo                                                                                           |
| 2.500 cm³                  | 1.785 cm³                        | 890 kg  | 22"                  | Ford RS200, Lancia Delta S4, Nissan 240 RS, Opel Ascona 400, Opel Manta 400, Peugeot 205 Turbo 16, Renault 5 Maxi Turbo |
| 3.000 cm³                  | 2.142 cm³                        | 960 kg  | 22"                  | Audi quattro, Audi Sport quattro, Lancia Rally 037, MG Metro 6R4, Toyota Celica Twin-Cam Turbo                          |
| 4.000 cm³                  | 2.857 cm³                        | 1100 kg | 24"                  | Ferrari 288 GTO, Porsche 959                                                                                            |

## Vetture di Gruppo B
| Marca             | Telaio                | Anno      | Classe | Note |
| ----------------- | --------------------- | --------- | ------ | ---- |
| Alfa Romeo        | Sprint 6C             | 1982      |        |      |
| Audi              | Quattro A1            | 1982      |        |      |
| Audi              | Quattro A2            | 1983      |        |      |
| Audi              | Sport Quattro S1      | 1984      |        |      |
| Audi              | Sport Quattro S1 E2   | 1985      |        |      |
| Audi              | Sport Quattro S2      | 1986      |        |      |
| Austin Rover      | MG Metro 6R4          | 1985      |        |      |
| BMW               | M1                    | 1983      |        |      |
| Citroën           | Visa Lotus            | 1981      |        |      |
| Citroën           | Visa Trophée          | 1982      |        |      |
| Citroën           | BX 4TC                | 1986      |        |      |
| Daihatsu Detomaso | Charade 926R          | 1984      |        |      |
| Ferrari           | 308 GTB               | 1982      |        |      |
| Ferrari           | 308 GT/M              | 1983      |        |      |
| Ferrari           | 288 GTO               | 1985      |        |      |
| Ferrari           | 288 GT Evoluzione     | 1986      |        |      |
| Ford              | Escort RS 1700T       | 1981      |        |      |
| Ford              | RS200                 | 1986      |        |      |
| Ford              | RS200E                | 1987      |        |      |
| Lada-Vaz          | VFTS Samara Eva       | 1983 1984 |        |      |
| Lancia            | 037                   | 1982      |        |      |
| Lancia            | 037 Evo               | 1983      |        |      |
| Lancia            | Delta S4              | 1985      |        |      |
| Mazda             | RX-7                  | 1984      |        |      |
| Mitsubishi        | Starion 4WD           | 1984      |        |      |
| Mercedes-Benz     | 190E                  | 1987      |        |      |
| Moskvič           | Aleko 2141KR          | 1986      |        |      |
| Nissan            | 240 RS                | 1983      |        |      |
| Opel              | Ascona 400            | 1982      |        |      |
| Opel              | Manta 400             | 1983      |        |      |
| Peugeot           | 205 T16               | 1984      |        |      |
| Peugeot           | 205 T16 Evo2          | 1985      |        |      |
| Porsche           | 911 SC/RS             | 1982      |        |      |
| Porsche           | 924                   | 1982      |        |      |
| Porsche           | 959                   | 1986      |        |      |
| Renault           | 5 Turbo               | 1983      |        |      |
| Renault           | 5 Maxi Turbo          | 1984      |        |      |
| Toyota            | Celica Twin-Cam Turbo | 1983      |        |      |

## Gruppo S
Il Gruppo S era la categoria che secondo le intenzioni della FISA (poi FIA) avrebbe dovuto sostituire il Gruppo B al vertice del campionato del mondo rally a partire dalla stagione agonistica 1987, era stata concepita durante la stagione 1986, ma non venne poi impiegata.
Tra la fine del 1985 e l'inizio del 1986, le ultime evoluzioni delle automobili di Gruppo B avevano raggiunto prestazioni troppo elevate, ormai era fin troppo chiaro che queste vetture non erano più gestibili su strada, nel tentativo di mantenere comunque un buon livello di spettacolarità, lasciando una certa libertà tecnica ai costruttori ma che non andasse però a scapito della sicurezza di piloti e spettatori, si pensò di sostituirle con altre vetture prototipo ma con potenza massima limitata tramite flange a 300 CV. Nel frattempo però alcuni incidenti mortali causati da vetture di Gruppo B, indussero la FISA a un deciso giro di vite e alla fine si decise di sopprimere sul nascere anche il Gruppo S, lasciando le sole categorie Gruppo A e Gruppo N.
Prima della cancellazione definitiva, era già sicura la partecipazione al Gruppo S delle seguenti vetture:
- Lancia ECV
- Ford RS200
- Audi Sport quattro RS 002
- Vauxhall Astra 4S
- Toyota MR2